# Aura Kingdom
Aura Kingdom, também conhecido como Fantasy Frontier Online (em chinês: 幻想神域) em Taiwan e Hong Kong; e como « Innocent World » no Japão, é um jogo criado pela desenvolvedora de jogos taiwanesa X-Legend. Outros jogos conhecidos da X-Legend são Grand Fantasia e Eden Eternal. O Aura Kingdom foi distribuído pela Aeria Games em novembro.

## Visão geral
O Aura Kingdom contém gráficos parecidos com os outros MMOs inspirados em anime da Aeria: Grand Fantasia e Eden Eternal. Os jogadores podem baixar o jogo gratuitamente no site oficial da Aeria Games.
O teste beta fechado do Aura Kingdom em português começou em 6 de novembro de 2014.
O teste beta aberto do Aura Kingdom em português começou em 11 de novembro de 2014.

## Classes
Até o momento, já estão disponíveis 14 classes no Aura Kingdom. São elas:
- Guardião, que usa uma espada e um escudo com defesa mais alta (DEF).
- Duelista, que empunha duas espadas e conta com boa esquiva (ESQ), que se compara apenas ao Espadachim.
- Assolador, que leva consigo o bardiche e causa alto dano em ataques.
- Feiticeiro, que utiliza um cajado para lançar ataques mágicos em maior parte elementais.
- Mago, que conjura runas de enciclopédias antigas e grimórios, lançando maldições sobre os inimigos.
- Bardo, que toca músicas na lira para ajudar a curar aliados, melhorar atributos e amaldiçoar inimigos.
- Granadeiro, que carrega um canhão e também pode construir torres e outros dispositivos para ajudar aliados em combate.
- Pistoleiro, que empunha duas pistolas e causa bastante dano com sua alta e rápida taxa de tiros.
- Assassino, que possui garras como se fossem extensão de seus braços e ataca com reflexo e reação rápidos.
- Arqueiro, que é mestre no arco encantado e tem a habilidade de carregar seus poderes para conseguir um ataque mais poderoso.
- Espadachim, que brande sua katana e causa um dos mais altos danos a um único alvo.
- Necromante, que empunha uma gadanha e tem a habilidade de invocar "animais de estimação" para ajudá-lo em combate, como o Granadeiro o faz com suas torres.
- Guerreiro, que brande uma longa espada e é híbrido em relação a dano e defesa, podendo ser tanto quanto a defesa do time quanto a fonte de dano.
- Ninja, que usa duas shurikens para atacar a media distância, pode invocar uma sombra ninja e usar charkras para aumentar seu dano.

## Recepção
A Games In Asia avaliou o jogo com 6,1/10, dando ênfase à ótima narrativa, ao design estilo anime muito bem feito e aos gráficos impressionantes. Mas também comentou sobre as poucas instâncias, o conteúdo um pouco repetitivo e a jogabilidade pouco desafiadora como sendo os pontos fracos do jogo.